# PDVSA
Petróleos de Venezuela, S.A. (PDVSA) è la compagnia petrolifera statale venezuelana. Conduce attività nel campo dell'esplorazione, produzione, raffinazione ed esportazione del petrolio, così come anche l'esplorazione e la produzione di gas naturale. La PDVSA domina l'industria petrolifera del Venezuela, il quinto maggiore esportatore di petrolio al mondo.
La PDVSA ha anche acquistato il 50% della compagnia statunitense di raffinazione e distribuzione di benzina Citgo dalla Southland Corporation nel 1986 e il restante 50% nel 1990.

## Introduzione
Il Venezuela ha 80 miliardi di barili di riserve di petrolio, secondo le stime di PDVSA, sono le maggiori nell'emisfero occidentale e complessivamente (p. es. conteggiando il crudo leggero saudita e iracheno assieme a quello extra-pesante dell'Orinoco) è pari a circa la metà del totale.
Questo rende il Venezuela il quinto paese al mondo come riserve provate di idrocarburi convenzionali. Include anche una stima di circa 235 miliardi di barili di petrolio extra-pesante simile a bitume, presente nella fascia petrolifera dell'Orinoco, che il Venezuela dichiara come avente le maggiori riserve di idrocarburi nel mondo. Il Venezuela possiede anche 150 trilioni di piedi cubici di riserve di gas naturale.
PDVSA ha una capacità produttiva (includendo le associazioni strategiche e gli accordi operativi), di 4 milioni di barili al giorno (600.000 m³). Ufficialmente la produzione è di circa 3,3 milioni di barili al giorno, anche se molte fonti secondarie come la OPEC e la EIA collocano la produzione del Venezuela ad un livello minore, di circa 500.000 barili/giorno inferiore al dichiarato.

## Storia recente

### Lo sciopero autodistruttivo
Nel dicembre del 2002 molti tra i manager, ingegneri e impiegati di PDVSA (seguendo istruzioni del sindacato di centro CTV) chiusero fuori dalle porte delle varie raffinerie, campi petroliferi ed installazioni varie, i lavoratori tecnici per fare pressioni sul presidente venezuelano Hugo Chávez in modo da indurlo a rassegnare le temporanee dimissioni e istituire nuove elezioni (fuori dai termini stabiliti dalla nuova costituzione).
La produzione di petrolio cessò totalmente per più di due mesi. L'accesso al cuore del sistema informatico dell'azienda, gestito da una società chiamata Intesa, il cui 60% delle azioni è detenuto dall'azienda statunitense SAIC, era disponibile solo ad un ristretto numero di persone decise dalla SAIC, che avevano tutte aderito alla sciopero. Una volta riacquisito il controllo del sistema informatico la direzione della PDVSA accusò Intesa di aver cambiato i codici di accesso da remoto senza autorizzazione e di aver effettuato operazioni di sabotaggio atte a bloccare o danneggiare gli impianti.
Oltre alla perdita economica si ebbero gravi danni alle complesse strutture di raffinazione ed estrazione petrolifera (un paese con pozzi "anziani", che necessita di delicate tecnologie come la reiniezione di vapore nei pozzi e altre tecnologie di estrazione ad alta profondità). In seguito il governo licenziò in tronco 19.000 impiegati e ristabilì parzialmente la produzione con quadri e tecnici provenienti dall'esercito e da altri rami del governo venezuelano. L'Organizzazione internazionale del lavoro (ILO) chiese al governo venezuelano di intraprendere "una indagine indipendente che accertasse le accuse di detenzione e tortura dei lavoratori in sciopero", nei mesi durante i quali si svolse questo sciopero. Lo sciopero ha causato un danno macroeconomico sostanziale, spingendo in alto la disoccupazione del 5%, che arrivò ad un picco superiore al 20% di disoccupati, nel marzo del 2003.

### Le esportazioni di petrolio in Cina
Nel 2005 PDVSA aprì il suo primo ufficio in Cina, e annunciò piani per triplicare la sua flotta di petroliere, portandola a 58 unità.
In aprile e maggio del 2005 la PDVSA, per un accordo firmato tra i governi del Venezuela e dell'Argentina, inviò 50 milioni di tonnellate di olio combustibile alla seconda, in modo da poter alleviare gli effetti della crisi energetica dell'Argentina nel 2004 per un improvviso abbassamento della pressione del gas naturale.
Nel novembre 2005, PDVSA e la sua sussidiaria negli U.S.A. (la Citgo), annunciarono un accordo con lo stato del Massachusetts per fornire gasolio da riscaldamento alle famiglie con bassi salari di Boston con uno sconto del 40% rispetto al prezzo di mercato.  Accordi simili vennero successivamente presi con altri stati e città nel nordest degli USA, che includono il Bronx di New York, gli stati del Maine, Rhode Island, Pennsylvania, Vermont e il Delaware. Sotto questo programma, la Citgo offrì attorno a 50 milioni di galloni di petrolio da riscaldamento a prezzi inferiori a quelli di mercato, equivalenti a uno sconto tra circa 60 e 80 centesimi di dollaro a gallone.
Nel febbraio del 2006 la PDVSA completava il processo di certificazione ISO 9001:2000 per il suo sistema di distribuzione.

### La rimozione dall'indice Moody's
Il 28 luglio 2006 l'agenzia di ratings Moody's, in una nota destinata agli investitori internazionali, affermò di rimuovere il suo rating su PDVSA, poiché la compagnia petrolifera non forniva adeguate informazioni operative e finanziarie. La PDVSA non ha completato l'invio dei dati alla SEC della borsa americana, riguardo ai suoi risultati finanziari, questi dovevano essere consegnati entro giugno del 2005.

## Suddivisione di PDVSA in otto nuove filiali
Nel luglio del 2007, il presidente Hugo Chávez annunciava la suddivisione e il nuovo sviluppo di alcune compagnie secondarie da parte di PDVSA. Tra queste possiamo elencare: PDVSA-ingegneria, con il compito di progettare e costruire attrezzature per tutta la filiera dell'industria petrolifera, e PDVSA-agricoltura, con la missione di eseguire esperimenti di coltivazione di biocombustibile e di produrre etanolo come sostituto degli additivi tossici per la benzina come il MTBE (metil-terbutil-etere) che da qualche anno ha sostituito il piombo-tetraetile come antidetonante.

## Presidenti di PDVSA
- Manuel Quevedo (2017-2020).
- Nelson Martínez (agosto-novembre 2017).
- Eulogio Del Pino (2014-2017).
- Rafael Ramírez (2004-2014) Ministro dell'Energia e Petrolio (2005), M.Sc. Politica energetica - UCV, B.Sc Ingegneria meccanica - ULA.
- Alí Rodríguez Araque (2002-2004) Ministro dell'Energia (1999), Segretario Generale dell'OPEC (2001), Lic. Economia - UCV.
- Gastón Parra Luzardo (2002) Vice-Rector-Academica - LUZ (1980-1984), Decano della Scuola di Scienze Sociali - LUZ (1972-1975). Lic. Economia - LUZ.
- Guaicaipuro Lameda (2001) Brigadiere generale dell'Ejército de Venezuela.
- Héctor Ciavaldini (2000).
- Roberto Mandini (1999).
- Luis Giusti (1994-1998) M.Sc. Ingegneria petrolifera - UT, B.Sc Ingegneria petrolifera - LUZ
- Gustavo Roosen (1992-1994) Ministro dell'Istruzione (1989), M.A. Diritto comparato - New York University (NYU), B.A. Law - UCAB.
- Andrés Sosa Pietri (1990-1992).
- Humberto Calderón Berti (1983-1984) Ministro dell'Energia (1979-1982).

## Società controllate all'estero
- Citgo Petroleum Corporation, USA - Citgo è controllata al 100% da PDVSA.
- Ruhr Oel, Germania - PDVSA detiene il 50% della Ruhr Oel, l'altra metà appartiene alla divisione tedesca della BP (Veba Oel).
- Nynas Petroleum, Svezia - la PDVSA controlla il 50% della Nynas, assieme alla finlandese Neste Oil Oyj che detiene l'altro 50%.
- Bahamas Oil Refining Company (BORCO), Bahamas - PDVSA ha il pieno controllo di questo terminale di immagazzinamento di petrolio nei Caraibi.
- Hovensa LLC refinery, US Virgin Islands - Hovensa è congiuntamente controllata da PDVSA e dalla Hess Oil Virgin Islands Corp.
- Isla refinery, Curacao - PDVSA ha in leasing la raffineria di Isla nelle ex-Antille olandesi.

PDVSA ha uffici in Argentina, Bolivia, Brasile, Colombia, Cina, Cuba, Spagna e Paesi Bassi.

## Principali campi petroliferi di PDVSA
- Bolivar Coastal Field

### Concorrenti
- Aramco
- Exxon
- PEMEX
- Petrobras
- Gazprom
- PetroEcuador
- Texaco
- Jukos